# Верчани
Верча́ни — село в Україні, у Стрийському районі Львівської області. Населення становить 1594 осіб. Орган місцевого самоврядування — Стрийська міська громада.

## Історія
Перша згадка про Верчани є у грамоті Яна Тарновського від 23 квітня 1400 р., коли він проводив межу з сусідніми селами Лотатники, Ярошин демнею, Репехович демнею, Хильчич демнею, Михалковом, Коморовом.
1 серпня 1934 р. в Стрийському повіті Станіславівського воєводства було створено гміну Дашава з центром в Дашаві. В склад гміни входили сільські громади: Ходовичі, Дашава, Гельсендорф, Комарів, Лотатники, Олексичі, Підгірці, Стриганці, Піщани (в 1934 році село мало назву Татарське), Верчани і Йосиповичі.
24 грудня 2018 року громада РПЦ перейшла під юрисдикцію Української Помісної Церкви.

## Економіка
У селі знаходиться кілька підприємств та гуртівня продовольчих товарів. У центрі села знаходяться 2 магазини: "Арніка" та супермаркет "Джміль". На околиці села знаходиться магазин "Перлина".

## Транспорт
Через село курсують маршрутні транспортні засоби у напрямку: Дашава, Загірне, Стриганці, Жидачів, Піщани, Корчівка, Гніздичів та інші.
На околиці села проходить залізниця через яку курсує приміський потяг 6084/6086 Стрий - Ходорів (також у зворотному напрямку).

## Політика

### Парламентські вибори, 2019
На позачергових парламентських виборах 2019 року у селі функціонувала окрема виборча дільниця № 461483, розташована у приміщенні школи.
Результати
- зареєстровано 1134 виборці, явка 53,70%, найбільше голосів віддано за «Слугу народу» — 26,11%, за партію «Голос» — 20,69%, за «Європейську Солідарність» — 16,91%.[4] В одномандатному окрузі найбільше голосів отримав Андрій Гергерт (Всеукраїнське об'єднання «Свобода») — 22,53%, за Володимира Наконечного (Слуга народу) — 17,11%, за Андрія Кота (самовисування) — 16,45%[5].

## Освіта
В центрі села знаходиться гімназія, народний дім культури та бібліотека.  

## Медицина
19 лютого 2020 року було відкрито амбулаторію практики сімейної медицини проєкту "Доступна медицина".

## Пам'ятки
- Дерев'яна церква святого Архистратига Михаїла[d] (1826 р.). Внесена до реєстру пам'яток архітектури місцевого значення за охоронним номером 2048–м.
- Дзвіниця церкви Святого Михаїла[d] (XVIII ст., 1826 р.). Внесена до реєстру пам'яток архітектури національного значення за охоронним номером 1439.
- Сучасна церква(на етапі кінцевих робіт будівництва).
- Народний дім.
- Бібліотека.
- Плебанія.

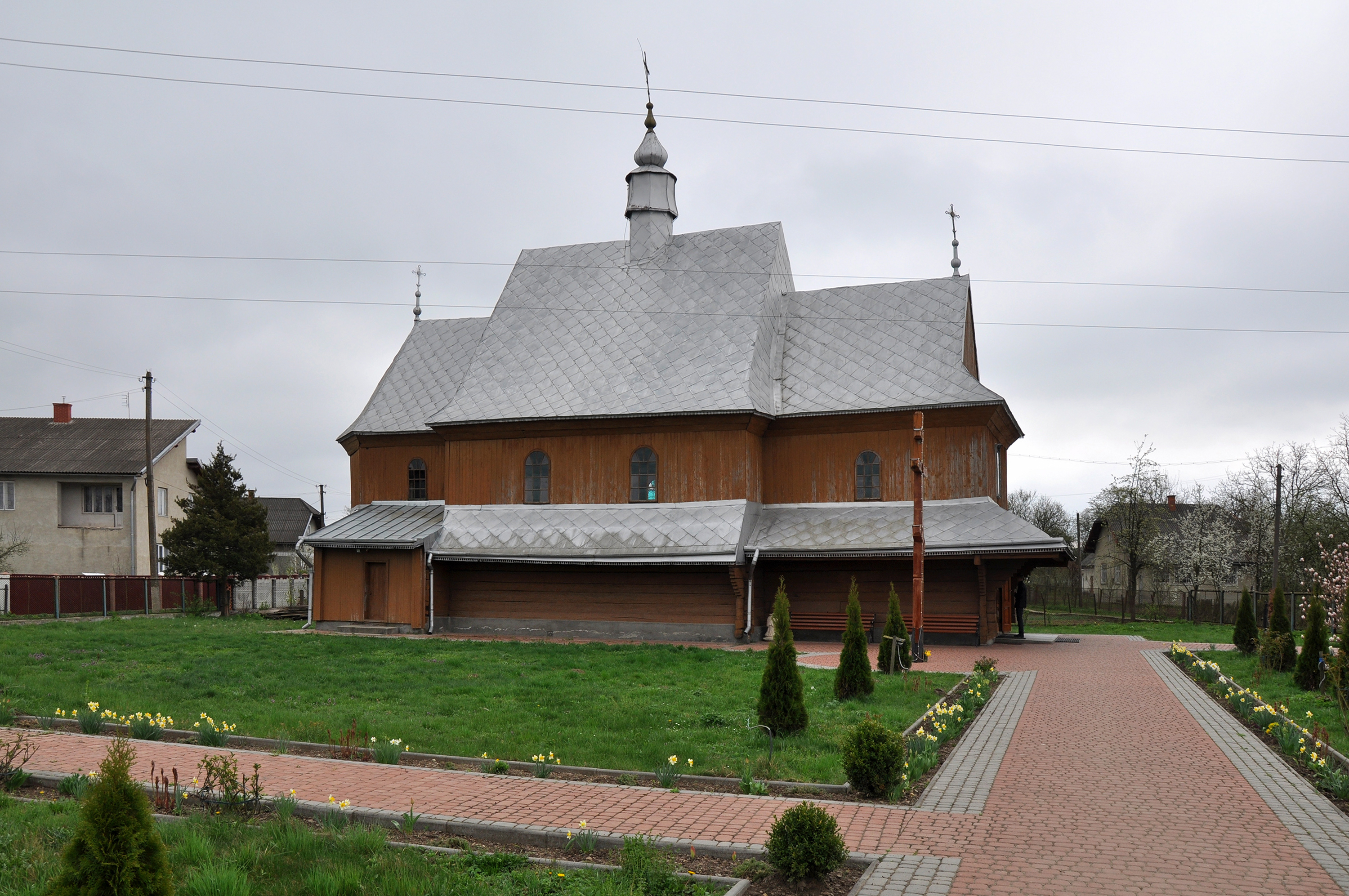
Дерев'яна церква святого Архистратига Михаїла
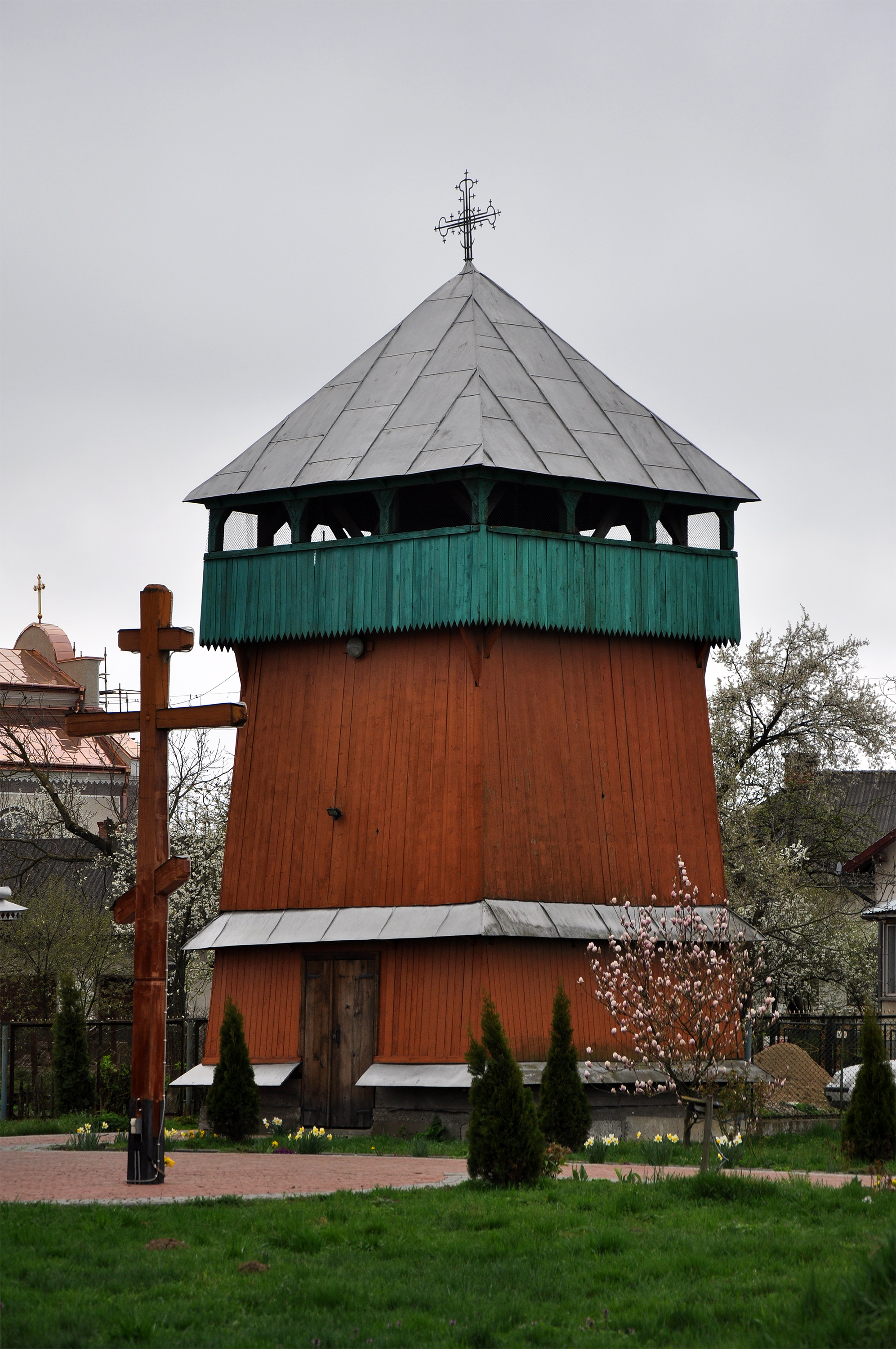
Дзвіниця церкви святого Архистратига Михаїла

## Відомі люди
- Білик Михайло Йосипович (1889—1970) — український літературознавець, мовознавець.
- Яців Дмитро Васильович (1907—1942) — визначний член УВО і ОУН, секретар (заступник міністра) народного господарства Українського державного правління.